# Vidrio veneciano

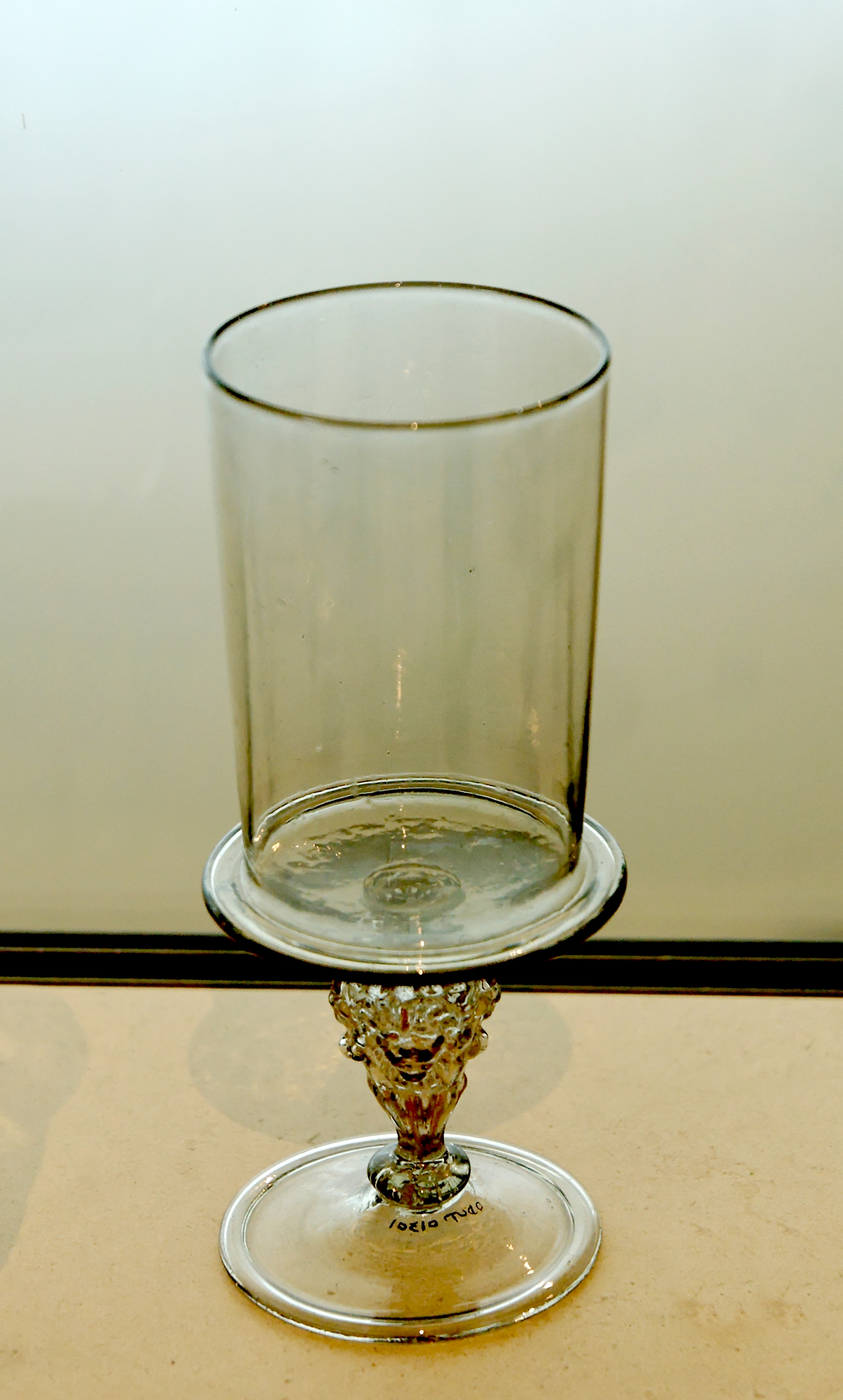
Vaso veneciano o de estilo veneciano. Finales del siglo XVI o principios

 No fueron pocos los centros de fabricación de vidrio en el Occidente cristiano durante la Baja Edad Media y entre ellos, tuvieron importancia los de Poitou y Normandía (Francia) con sus copas grabadas y esmaltadas e historiadas y los de Núremberg (Alemania) con sus vidercomes o grandes vasos cilíndricos esmaltados que llevan figuras de escudos, emblemas y retratos. Pero a todos eclipsó Venecia desde los comienzos del siglo XIII hasta el XVII. 
Venecia tuvo por maestros a los bizantinos de quienes aprendió el esmaltado y el dorado de las piezas y en la ciudad y en su vecina islita de Murano labró incontable número y variedad de copas de elevado pie con apéndices caprichosos, tazas, jarritas con rizos de hilos blancos (latticini) o de color, gemas falsas, etc. sirviéndose de todos los procedimientos mencionados y distinguiéndose por la finura, elegancia, ligereza, variedad y fantasía de sus productos que hoy se admiran en multitud de museos y colecciones. Desde el siglo XIV (hacia 1325) consta en Venecia la fabricación de buenos espejos de vidrio que tan singular importancia adquirió a principios del siglo XVI. Pero ya en el siglo XIII los fabricaban los alemanes en Núremberg y en Viena aunque fueran de pequeñas dimensiones.
El trabajo en caña es una técnica veneciana de soplado de vidrio que se utilizaba para agregar patrones intrincados a los objetos de vidrio. La Caña se refiere a las barras de vidrio con color; Estas varillas pueden ser simples o de un solo color, o pueden ser complejas y contener muchos hilos de varios colores en su patrón.
Los maestros vidrieros venecianos utilizaban herramientas especializadas en la fabricación de los cristales que incluyen borselle (pinzas o alicates que solían usar para dar forma el vidrio al rojo vivo), canna da soffio (tubo de soplado), pontello (una barra de hierro que el artesano conecta al cristal después de soplar para añadir toques finales), scagno (Banco de trabajo del maestro vidriero) y tagianti (para cortar vidrio).
En Francia, Países Bajos, España y Alemania se copiaban los vidrios de Venecia sin que llegaran a igualarlos en perfección y gusto y desde mediados del siglo XVII se imitaron los espejos.